# Hubert Aratym
Hubert Aratym (* 22. Jänner 1926 in Gutenstein, Niederösterreich; † 22. Februar 2000 in Wien; eigentlich Hubert Pellikan) war ein österreichischer Maler, Bildhauer und Bühnenbildner. 

## Leben und Werk
Er studierte bis 1952 an der Akademie für angewandte Kunst in Wien bei Eduard Josef Wimmer-Wisgrill und 1957 bis 1960 an der Wiener Akademie der bildenden Künste bei Sergius Pauser sowie an der Académie des Beaux-Arts in Paris. Aratym erhielt für die Bühnenbilder zu Der Balkon (1961, Volkstheater Wien) den Österreichischen Staatspreis für angewandte Kunst.
Im Mittelpunkt seines Werkes stand der Mensch und dessen Beziehung zu anderen Menschen, wobei er vor allem das Stilmittel der Reduktion einsetzte, um nicht vom Wesentlichen abzulenken. Eine Sammlung seiner Werke ist in der Stiftung Hubert Aratym in seinem Geburtsort Gutenstein zu sehen.

## Werke (Auswahl)

### Bühnenbilder
- Jean Genet: Der Balkon (Volkstheater Wien, 1961, Regie: Leon Epp)
- Jean Genet: "Wände überall" (Volkstheater Wien, 1963, Regie: Leon Epp)
- Karl Kraus: Die letzten Tage der Menschheit (Theater an der Wien, 1964, Regie: Leopold Lindtberg)
- Jean Giraudoux: Sodom und Gomorrah (Schlossparktheater Berlin, 1964)
- William Shakespeare: Ein Sommernachtstraum (Volkstheater Wien, 1965, Regie: Leon Epp)
- Antonio Draghi: L'eternita sogetta al tempo (Abbazia di Fossanova, 1968, musikalische Leitung: René Clemencic)
- William Shakespeare: "Hamlet 1603" (Volkstheater Wien, 1970, Regie: Gustav Manker)
- György Sebestyén: "Agnes und Johanna" (Volkstheater Wien, 1972, Regie: Gustav Manker)
- August Strindberg: "Schwanenweiß" (Volkstheater Wien, 1976, auch Regie)
- Maurice Maeterlinck: Der blaue Vogel (Volkstheater Wien, 1995)
- Igor Strawinski: Die Geschichte vom Soldaten (Deutsche Oper Berlin, 1971)

### Schriften
- Von der Erkenntnis des Leides. Wien: Picus-Verlag, 1988
- Prozession der Mitvergangenheit: Autobiographie. Wien: Hora-Verlag, 1992